# Мелетий (Каркангелис)
Епи́скоп Меле́тий (порт. Episcopal Meletios в миру Димитриос Каркангелис греч. Δημήτριος Καρκαγκέλης; род. 19 декабря 1982, Амарусион, Аттика) — архиерей Константинопольской православной церкви, епископ Зелонский (с 2025), викарий Буэнос-Айресской митрополии.

## Биография
10 января 2025 года Священным синодом Константинопольской православной церкви был избран для рукоположения в сан епископа Зелонского, викария Буэнос-Айресской митрополии.
9 марта 2025 года в Благовещенском кафедральном соборе в Буэнос-Айресе был хиротонисан во епископский сан. Хиротонию совершили: митрополит Буэнос-Айресский Иосиф (Бош), архиепископ Анфидонский Нектарий (Селалмадзидис) (Иерусалимский патриархат), архиепископ Аспендский Иеремия (Ференс), епископ Авидский Григорий (Цуцулис) и епископ Тропейский Ириней (Таманини).